# Казарки
Казарки или чёрные гуси (лат. Branta) — род водоплавающих птиц семейства утиных.

## Общая характеристика
Казарки — птицы, в среднем мельче гусей. Они имеют более короткую шею и более короткий, но высокий у основания клюв. Длина казарок до 60 см, весят до 8 кг. В окраске чёрных казарок преобладают чёрный и белый в различных сочетаниях цвета. Лишь у краснозобой казарки в оперении присутствует красновато-каштановый цвет. Всего род казарок включает в себя 6 видов птиц.

## Распространение
Казарки, кроме гавайской казарки, гнездятся на севере Евразии и Северной Америки.

## Образ жизни
Казарки по своему образу жизни сходны с гусями, но ни одна из казарок не издаёт характерного гусиного гоготания. Голос их более отрывистый и у некоторых видов похож на собачий лай.

## Классификация

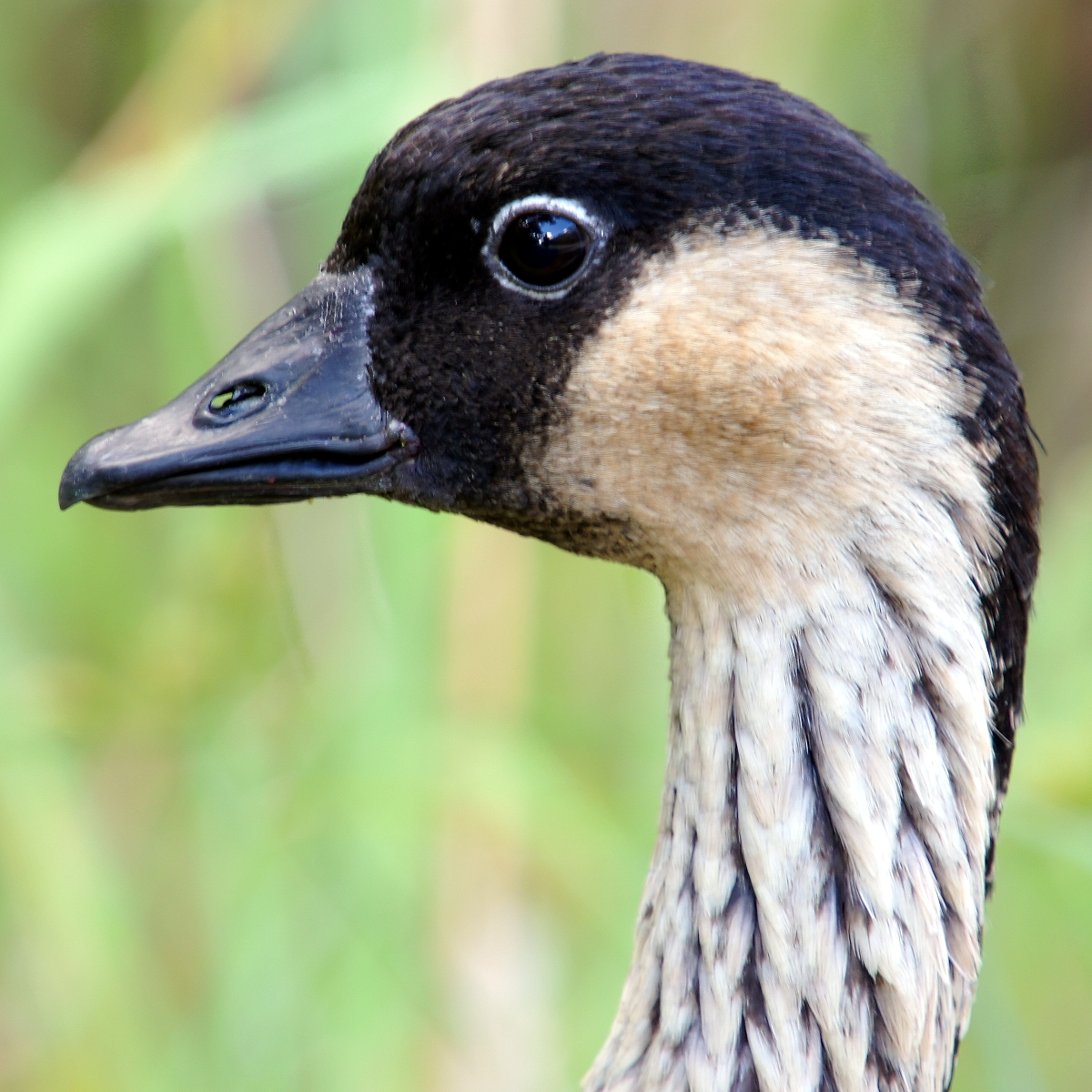
Гавайская казарка.

Международный союз орнитологов выделяет шесть видов:
- Белощёкая казарка (Branta leucopsis)
- Гавайская казарка (Branta sandvicensis)
- Канадская казарка (Branta canadensis)
- Краснозобая казарка (Branta ruficollis)
- Малая канадская казарка (Branta hutchinsii)
- Чёрная казарка (Branta bernicla)

Вымершие виды:
- † Branta hylobadistes
- † Branta rhuax